# 高橋知裕
高橋 知裕（たかはし ちひろ、本名：岸本 千尋（きしもと ちひろ）、旧姓：高橋、1967年9月23日 - ）は、日本のタレント。兵庫県出身。武庫川女子大学附属中学校・高等学校、武庫川女子大学卒業。1994年に松竹芸能に入社。身長162cm・体重46kg・足のサイズ:23.5cm、血液型:O型。
2013年7月に、タレントで伝統河内音頭継承者の河内家菊水丸（本名：岸本 起由）と結婚したことを菊水丸が公表した。菊水丸は再婚であるが、高橋にとっては初婚である。

## 出演
- 日本直販テレビショッピング
- 関西囲碁女流トーナメント（テレビ大阪）
- 奥様情報BOX（読売テレビ）
- 日本のふるさと四国（西日本放送テレビ） - 不定期レポーター
- 熟メン!野村啓司です（ラジオ大阪、2016年2月29日） - インフルエンザでダウンした事務所の同僚・小川恵理子の代役として出演。